# Синхронне плавання на Чемпіонаті світу з водних видів спорту 2015
Змагання з синхронного плавання на Чемпіонаті світу з водних видів спорту 2015 тривали з 25 липня до 1 серпня 2015 року в Казані (Росія).

## Розклад змагань
Розіграно дев'ять комплектів нагород.
Вказано місцевий час (UTC+3).
| Дата          | Час   | Раунд                                                |
| ------------- | ----- | ---------------------------------------------------- |
| 25 липня 2015 | 09:00 | Соло, технічна програма, попередні змагання          |
| 25 липня 2015 | 11:45 | Змішаний дует, технічна програма, попередні змагання |
| 25 липня 2015 | 14:00 | Група, технічна програма, попередні змагання         |
| 25 липня 2015 | 17:30 | Соло, технічна програма, фінал                       |
| 26 липня 2015 | 09:00 | Дует, технічна програма, попередні змагання          |
| 26 липня 2015 | 14:00 | Комбінація, довільна програма, попередні змагання    |
| 26 липня 2015 | 17:30 | Дует, технічна програма, фінал                       |
| 26 липня 2015 | 19:15 | Змішаний дует, технічна програма, фінал              |
| 27 липня 2015 | 09:00 | Соло, довільна програма, попередні змагання          |
| 27 липня 2015 | 17:30 | Група, технічна програма, фінал                      |
| 28 липня 2015 | 09:00 | Дует, довільна програма, попередні змагання          |
| 28 липня 2015 | 11:45 | Змішаний дует, довільна програма, попередні змагання |
| 28 липня 2015 | 17:30 | Група, технічна програма, попередні змагання         |
| 29 липня 2015 | 17:30 | Соло, довільна програма, фінал                       |
| 30 липня 2015 | 17:30 | Дует, довільна програма, фінал                       |
| 30 липня 2015 | 19:15 | Змішаний дует, довільна програма, фінал              |
| 31 липня 2015 | 17:30 | Група, технічна програма, фінал                      |
| 1 серпня 2015 | 17:30 | Комбінація, довільна програма, фінал                 |

## Медальний залік

### Таблиця медалей
| Місце               | Країна              | Золото | Срібло | Бронза | Загалом |
| ------------------- | ------------------- | ------ | ------ | ------ | ------- |
| 1                   | Росія               | 8      | 1      | 0      | 9       |
| 2                   | США                 | 1      | 1      | 0      | 2       |
| 3                   | Китай               | 0      | 6      | 1      | 7       |
| 4                   | Іспанія             | 0      | 1      | 1      | 2       |
| 5                   | Японія              | 0      | 0      | 4      | 4       |
| 6                   | Італія              | 0      | 0      | 2      | 2       |
| 7                   | Україна             | 0      | 0      | 1      | 1       |
| Загалом (7 збірних) | Загалом (7 збірних) | 9      | 9      | 9      | 27      |

### Медалі за дисциплінами
| Дисципліна                       | Золото | Золото  | Срібло | Срібло  | Бронза | Бронза  |
| -------------------------------- | --- | ------- | --- | ------- | --- | ------- |
| Соло, технічна програма          | Світлана Ромашина · Росія | 95.2680 | Она Карбонелл · Іспанія | 93.1284 | Сунь Веньянь · Китай | 91.5479 |
| Соло, довільна програма          | Наталія Іщенко · Росія | 97.2333 | Хуан Сюечень · Китай | 95.7000 | Она Карбонелл · Іспанія | 94.9000 |
| Дует, технічна програма          | Росія · Наталія Іщенко · Світлана Ромашина | 95.4672 | Китай · Хуан Сюечень · Сунь Веньянь | 93.3279 | Японія · Юкіко Інуі · Рісако Міцуї | 92.0079 |
| Дует, довільна програма          | Росія · Наталія Іщенко · Світлана Ромашина | 98.2000 | Китай · Хуан Сюечень · Сунь Веньянь | 95.9000 | Україна · Лоліта Ананасова · Анна Волошина | 93.6000 |
| Група, технічна програма         | Росія · Влада Чигирьова · Світлана Колесніченко · Олександра Пацкевич · Олена Прокоф'єва · Алла Шишкіна · Марія Шурочкіна · Анжеліка Тіманіна · Гелена Топіліна · Міхаела Каланча* · Лілія Нізамова*                                       | 95.7457 | Китай · Ґу Сяо · Го Лі · Хуан Сюечень · Лі Сяолу · Лян Сіньпін · Сунь Веньянь · Тан Менні · Цзен Чжень · Сяо Яньнін* · Їнь Ченсінь*                      | 94.4605 | Японія · Айка Хакояма · Юкіко Інуі · Кей Марумо · Рісако Міцуї · Канамі Накамакі · Маі Накамура · Кано Омата · Курумі Йосіда · Айко Хаясі* · Асука Тасакі* | 92.4133 |
| Група, довільна програма         | Росія · Влада Чигирьова · Світлана Колесніченко · Олександра Пацкевич · Олена Прокоф'єва · Алла Шишкіна · Марія Шурочкіна · Анжеліка Тіманіна · Гелена Топіліна · Лілія Нізамова* · Дарина Валітова*                                       | 98.4667 | Китай · Ґу Сяо · Го Лі · Лі Сяолу · Лян Сіньпін · Сунь Веньянь · Тан Менні · Їнь Ченсінь · Цзен Чжень · Хуан Сюечень* · Сяо Яньнін*                      | 96.1333 | Японія · Айка Хакояма · Айко Хаясі · Юкіко Інуі · Кей Марумо · Рісако Міцуї · Канамі Накамакі · Маі Накамура · Курумі Йосіда · Кано Омата* · Асука Тасакі* | 93.9000 |
| Комбінація, довільна програма    | Росія · Влада Чигирьова · Міхаела Каланча · Світлана Колесніченко · Лілія Нізамова · Олександра Пацкевич · Олена Прокоф'єва · Алла Шишкіна · Марія Шурочкіна · Анжеліка Тіманіна · Гелена Топіліна · Світлана Ромашина* · Дарина Валітова* | 98.3000 | Китай · Ґу Сяо · Го Лі · Лі Сяолу · Лян Сіньпін · Сунь Веньянь · Сунь Їцзін · Тан Менні · Сяо Яньнін · Їнь Ченсінь · Цзен Чжень · Хуан Сюечень* · Лі Мо* | 96.2000 | Японія · Айка Хакояма · Айко Хаясі · Юкіко Інуі · Кей Марумо · Рісако Міцуї · Канамі Накамакі · Маі Накамура · Кано Омата · Асука Тасакі · Курумі Йосіда   | 93.8000 |
| Змішаний дует, довільна програма | Росія · Олександр Мальцев · Дарина Валітова | 91.7333 | США · Крістіна Лум · Білл Мей | 91.4667 | Італія · Джорджо Мінісіні · Маріанжела Перрупато | 89.3333 |
| Змішаний дует, технічна програма | США · Крістіна Джоунс · Білл Мей | 88.5108 | Росія · Олександр Мальцев · Дарина Валітова | 88.2986 | Італія · Маніла Фламіні · Джорджо Мінісіні | 86.3640 |

*Резерв